# Hylesia funebris
Hylesia funebris är en fjärilsart som beskrevs av Conte 1906. Hylesia funebris ingår i släktet Hylesia och familjen påfågelsspinnare. Inga underarter finns listade i Catalogue of Life.